# Xã De Roan, Quận Hempstead, Arkansas
Xã De Roan (tiếng Anh: De Roan Township) là một xã thuộc quận Hempstead, tiểu bang Arkansas, Hoa Kỳ. Năm 2010, dân số của xã này là 13.406 người.